# Bonfinópolis de Minas
Bonfinópolis de Minas är en kommun i Brasilien.   Den ligger i delstaten Minas Gerais, i den sydöstra delen av landet, 210 km öster om huvudstaden Brasília. Antalet invånare är 5 867.
Omgivningarna runt Bonfinópolis de Minas är huvudsakligen savann. Runt Bonfinópolis de Minas är det mycket glesbefolkat, med 3 invånare per kvadratkilometer.